# 미시간 대학교 법학대학원
미시간 대학교 로스쿨(University of Michigan Law School, Michigan Law 미시간 대학교 로스쿨[*])은 미국 미시간 대학교의 법학전문대학원(law school)이다. 3년 J.D.(법무박사), 1년 LL.M.(법학석사), S.J.D.(법률과학박사) 학위과정을 제공하며 《U.S. 뉴스 & 월드 리포트》 미국 로스쿨 순위에서 상위 10위 안에 드는 미국의 최상위 로스쿨 중 하나에 속한다.
J.D. 과정은 2012-2013 입시기간에 4,875명의 지원을 받았고 이중 315명이 2013년 가을에 입학했다. 신입생들의 LSAT 점수 25th/75th 퍼센타일은 165/170, 중간값은 168이었으며 학부 GPA 25th/75th 퍼센타일은 3.52/3.82, 중간값은 3.71이었다. 신입생들의 2.9%가 외국인이었다.

## 출신 인사

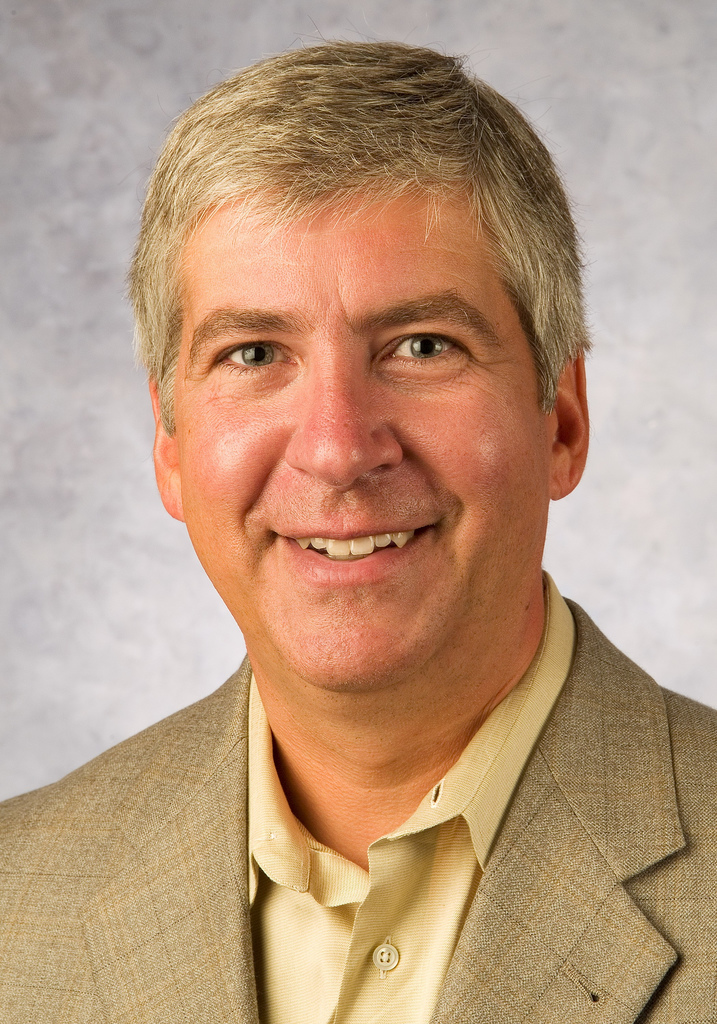
릭 스나이더 미시간주 주지사

- 윌리엄 R. 데이 미국 국무장관 1898
- 프랭크 머피 미국 연방 대법원 대법관 1940-1949
- 해리 도허티 미국 법무장관 1921-1924
- 릭 스나이더 미시간주 주지사 2011-
- 랠프 F. 게이츠 인디애나주 주지사 1945-1949
- 데이비드 F. 카고 뉴멕시코주 주지사 1967-1971
- 리처드 리오단 LA 시장 1993-2001
- 돈 바이런 콜턴 유타주 1지역구 하원의원 1921-1933
- 클래런스 대로 (중퇴) 유명 법정 변호사
- 스튜어트 J. 슈왑 코넬 대학교 로스쿨 학장 2004-
- 찰스 E. 메릴 메릴린치 공동 창업자
- 앤 콜터

## 주요 간행물
- 미시간 로리뷰 (Michigan Law Review)

## 참고 문헌
- 미국 로스쿨 유학안내 , A.P.Seoul, 백산출판사, 2000.
- 미국 로스쿨 혼자서 가기(대화로 푸는 로스쿨 진학 안내서), 문봉섭, 서원, 2003.